# La Teijeira
La Teijeira (oficialmente y en gallego A Teixeira) es un municipio español de la provincia de Orense en Galicia. Pertenece a la comarca de Tierra de Caldelas.

## Ubicación
Está ubicado al norte de la provincia, en la margen izquierda del río Sil, limitando al norte con los municipios de Sober y Monforte de Lemos (Lugo); al este con Castro Caldelas; al sur con Montederramo y al oeste con Parada del Sil, teniendo una extensión de 27,6 kilómetros cuadrados.

## Geografía humana

### Demografía
Cuenta con una población de 326 habitantes (INE 2024).
| Gráfica de evolución demográfica de A Teixeira entre 1842 y 2021 |
| |
| Población de derecho según los censos de población del INE Población de hecho según los censos de población del INEEn este censo se denominaba Tejeira: 1842 En estos censos se denominaba Teijeira: 1857, 1860, 1877 y 1887 En estos censos se denominaba Teijeira, La: 1897, 1900, 1910, 1920, 1930, 1940, 1950, 1960 y 1970 En este censo se denominaba Teixeira: 1981 |

| Evolución de la población de La Teijeira - desde 1900 hasta 2022 -                                                                   |       |       |       |      |         |         |         |         |          |          |          |          |
| 1900 | 1930  | 1950  | 1981  | 2004 | 2007    | 2010    | 2011    | 2012    | 2013     | 2020     | 2021     | 2022     |
| 2.271 | 2.110 | 2.104 | 2.030 | 547  | {{{6}}} | {{{7}}} | {{{8}}} | {{{9}}} | {{{10}}} | {{{11}}} | {{{12}}} | {{{13}}} |
| Fuentes: INE e IGE (Los criterios de registro censal variaron entre 1900 y 2011, y los datos del INE y del IGE pueden no coincidir.) |       |       |       |      |         |         |         |         |          |          |          |          |

### Organización territorial
El municipio está formado por treinta y cinco entidades de población distribuidas en ocho parroquias:
- Abeleda (Santa María)
- Boazo (Santa María)
- Cristosende (Santa María)
- Fontao (San Bartolomé)[6][8]
- Lumeares (San Salvador)
- Montoedo (Santa Marina)[6][9]
- Piedrafita[1]
- Sistín (Santa María)

## Corporación municipal
| Resultado elecciones municipales del 28 de mayo de 2023 en La Teijeira |       |            |            |
| Nombre                                                                 | Votos | Porcentaje | Concejales |
| Partido Popular de Galicia                                             | 90    | 34,22      | 3          |
| Bloque Nacionalista Galego                                             | 141   | 53,71%     | 4          |